# Gottfried Scheidt
Gottfried Scheidt (20 de septiembre de 1593-3 de junio de 1661) fue un compositor y organista alemán.
Nacido en Halle (Sajonia-Anhalt), se trasladó a Ámsterdam en 1611 para estudiar con Jan Pieterszoon Sweelinck, volviendo a casa en 1615 al estudio con su hermano mayor, Samuel Scheidt, entre otros. Fue nombrado organista del tribunal de Altenburgo en 1617, y ocupó el cargo hasta su jubilación el 5 de mayo de 1658. Fue exitoso y respetado, y aparte de tocar el órgano, dirigió la recién fundada Hofkapelle, a pesar de las restricciones de la Guerra de los Treinta Años.
Sus composiciones son un conjunto de variaciones sobre Allein Gott in der Höh sei Ehr realizados en colaboración en 1614 por Sweelinck y otros; esta obra pertenece a la tradición de la escuela del norte de Alemania. Las ediciones modernas se encuentran por HJ Moser (Kassel, 1953), y G. Gerdes, de 46 Chorale für Orgel und von JP Sweelinck deutschen seinen Schülern (Maguncia, 1957).
Sus otras composiciones son ocasionales obras vocales: Pia et vota hortulanae devotionis Amicor, una boda de Aria (1646); Selig sind die Toten , funeral de la música de Sophie Elisabeth, duquesa de Brunswick-Lüneburg (Leipzig, 1650), otra obra funeral (1620 ), en S. Scheidt: Gesamtausgabe IV, ed. G. Harms (Klecken, 1933), y dos obras en el sacro Cantionale III (Gotha, 1648), en Schatz des-und Chor liturgischen Gemeindegesangs III, ed. L. Schoeberlein (Göttingen, 1872).
- Datos: Q5588035